# Bridgestone Anchor/Saison 2011
Dieser Artikel listet Erfolge und Mannschaft des Radsportteams Bridgestone Anchor in der Saison 2011 auf.

## Erfolge in der UCI Asia Tour
In der Saison 2011 gelangen dem Team nachstehende Erfolge in der UCI Asia Tour.
| Datum     | Rennen                         | Kat. | Fahrer      |
| --------- | ------------------------------ | ---- | ----------- |
| 17. April | 2. Etappe Le Tour de Filipinas | 2.2  | Kazuo Inoue |

## Zugänge – Abgänge
| Zugänge             | Team 2010  | Abgänge          | Team 2011 |
| ------------------- | ---------- | ---------------- | --------- |
| Kazuo Inoue         | Team Nippo | Shō Aikawa       | Unbekannt |
| Tomoya Kaneko       | Neoprofi   | Makoto Iijima    | Unbekannt |
| Kuranosuke Yonemura | Neoprofi   | Takahiro Sakaino | Unbekannt |

## Mannschaft
| Name                | Geburtstag         | Nationalität |              |
| ------------------- | ------------------ | ------------ | ------------ |
| Masaru Fukuhara     | 15. Oktober 1981   | Japan        |              |
| Kazuo Inoue         | 17. Februar 1981   | Japan        |              |
| Kenji Itami         | 15. September 1988 | Japan        |              |
| Tomoya Kaneko       | 23. November 1987  | Japan        |              |
| Tomoya Kano         | 14. Juli 1973      | Japan        |              |
| Mitsunobu Kawano    | 29. Juli 1984      | Japan        |              |
| Kyousuke Machida    | 11. März 1985      | Japan        |              |
| Mitsunari Mitaki    | 9. Juni 1984       | Japan        |              |
| Hiroyuki Okada      | 1. Januar 1984     | Japan        |              |
| Miyataka Shimizu    | 23. November 1981  | Japan        |              |
| Yoshiyuki Shimizu   | 1. Dezember 1982   | Japan        |              |
| Masamichi Yamamoto  | 4. August 1978     | Japan        |              |
| Kuranosuke Yonemura | 13. Januar 1987    | Japan        |              |
| Stagiaires          | Stagiaires         | Nationalität | Nationalität |
| Eiichi Hirai        | Eiichi Hirai       | Japan        |              |

## Platzierungen in UCI-Ranglisten
UCI Asia Tour 2011
|      | Fahrer             | Punkte |
| ---- | ------------------ | ------ |
| 25.  | Miyataka Shimizu   | 91     |
| 80.  | Kenji Itami        | 38     |
| 107. | Kazuo Inoue        | 27     |
| 283. | Tomoya Kano        | 5      |
| 333. | Masamichi Yamamoto | 2      |